# Хусанов, Атакул
Атакул Хусанов — советский хозяйственный, государственный и политический деятель.

## Биография
Родился в 1912 году в Самаркандской области. Член КПСС.
С 1930 года — на хозяйственной, общественной и политической работе. В 1930—1982 гг. — колхозник колхоза имени Тельмана, служил в Советской Армии, учитель неполной средней школы, секретарь сельского Совета, председатель колхозов имени Тельмана и «Чимбайабад», председатель колхоза имени Ленина Каттакурганского района Самаркандской области.
Избирался депутатом Верховного Совета СССР 6-го и 7-го созывов.
Умер после 1982 года.